# Amazon Prime Air
Amazon Prime AirとはAmazon.com社が開発を進めるドローン宅配便による輸送計画である。2019年後期に一部都市で開始される予定だったが、2020年7月現在の時点で実用化には至っていない。
計画では、ドローン宅配便を利用して注文から30分以内に荷物を注文者へ輸送するものとなっている。30分以内の配達の対象となるのは重さが5ポンド以下かつ専用の貨物ボックスに収まるサイズの荷物で、配送場所が配送センターから半径10マイル以内に位置する場合のみである。

## 歴史

### 計画の構想
2013年、AmazonのCEOであるジェフ・ベゾスは60 MinutesのインタビューでAmazon Prime Airの計画について語った。Amazon Prime Airチームは、Amazonの新しい航空交通管理システムを用いて、NASAとシングル・ヨーロピアン・スカイ・ATM・リサーチの協力のもと、試験を開始した。安全のため、ドローンは400フィート (120 m)未満の低高度を飛行する予定となっている。ドローンによる配送では道路や決められたルートが存在しないため、A地点からB地点までの経路が自在に設定でき、車による配送とは大きく異なる。Amazonは、自社の交通管理システムについてインターネットを介して接続するため、同じ空域を複数のオペレーターが利用しやすいと述べた。
2013年12月1日に発表された当初予定では、自動化された無人航空機を利用して2015年からの運用開始を予定していた。
Prime Airとしてマルチコプターによる配送と有人輸送機による運搬の2計画を有している。Prime Airでは顧客が注文した商品を30分以内に届けることを目標としており、商品を入れた専用ボックスがドローンにセットされてから顧客の家の前にそれを置いて戻るまでがすべて自動で行われることを構想している。その際、各配送エリアの気象条件に応じて、もっとも適した配送モデルが採用されるよう、複数の輸送モデルの組み合わせを構想している。

### 規制緩和とテスト
2012年、アメリカ議会はFAAの近代化および改革法において、議会は連邦航空局（FAA）に2015年9月30日の期限を設け、「民間の無人航空機システムを国の空域システムに安全に統合する（safe integration of civil unmanned aircraft systems into the national airspace system）」ことを承認した。2016年8月、アメリカ議会はUAVの商用利用を認可した。
2015年3月、FAAはAmazonに対してドローンのテストを行うことを許可した。Amazonはテストが許可されたドローンは時代遅れのものであると述べた。2015年4月、Amazonは現行モデルのドローンによるテストをカナダで開始した。
アメリカの規制では、ドローンは400フィート (120 m)以下の高度を100マイル毎時 (160 km/h)以下の速度、かつ操縦者が視認できている状態で飛行することとなっている。Amazonは200 - 500フィート (61 - 152 m)の高度を飛行させる予定だと公表している。計画では、配送センターの半径10マイル以内の地点に重さ55ポンドのドローンを用いて、5ポンド以下の荷物を50マイル毎時 (80 km/h)で輸送する。

### 準備
Amazonはドローンを収容するための蜂の巣の用な形状の建物の特許を取得している。Amazonが公開した動画によれば、ドローンの宅配用に設計された新たなフルフィルメントセンターが必要となる。

### 最初の配達
2016年12月7日、Amazonはイギリスのケンブリッジにドローンを用いて、初めての宅配を行った。2016年12月14日、Amazonは公式YouTube上にて宅配の様子を公開した。

### インターネットへの接続と情報の保存
Amazon Prime Airのドローンは制御や通信のためにインターネットへ接続する必要がある 。ブルッキングス研究所は、ドローンが収集した情報がどのように使用されるかは不明であると述べた。Pittsburgh Journal of Technology Law & Policyは、自動的な障害物検出システムやGPS、ギガピクセル・カメラ、高解像度の画像などによって情報収集が行われていると報告した。